# Wilhelm Böhmer (Theologe)

Georg Wilhelm Böhmer

Georg Rudolf Wilhelm Böhmer (* 5. März 1800 in Burg (bei Magdeburg); † 25. November 1863 in Breslau) war ein protestantischer Theologe.

## Leben
Wilhelm Böhmer besuchte von 1814 bis 1819 das Joachimsthalsche Gymnasium in Berlin. Anschließend studierte er an der Berliner Universität und habilitierte sich 1824 dort in der theologischen Fakultät. 1825 wurde er außerordentlicher Professor der Theologie an der Universität Greifswald. Von 1828 bis 1829 lehrte er stellvertretend für August Tholuck an der Universität Halle. Nach dessen Rückkehr kehrte er nach Greifswald zurück und wurde dort 1830 ordentlicher Professor. An der Universität Bonn wurde er zum Doktor der Theologie promoviert. Er ging 1832 als Nachfolger von Daniel von Cölln an die Universität Breslau, wo er sich 1833 erneut habilitierte. Er befasste sich vor allem mit Kirchengeschichte sowie christlicher Dogmatik und Ethik.

## Schriften (Auswahl)
- Die christlich-kirchliche Altertumswissenschaft.  2 Bde., Berlin 1836–39.
- Die christliche Dogmatik oder Glaubenswissenschaft. 2 Bde., Breslau 1840–43.
- Theologische Ethik. Bd. 1, Breslau 1847.
- System des christlichen Lebens. Breslau 1853.
- Die Lehrunterschiede der katholischen und evangelischen Kirche. 2 Bde., Breslau 1857–63.